# Tạp chí Lý luận Chính trị
Tạp chí Lý luận chính trị thành lập ngày 1 tháng 9 năm 1976, là cơ quan nghiên cứu và ngôn luận khoa học của Học viện Chính trị quốc gia Hồ Chí Minh.

## Lịch sử hình thành

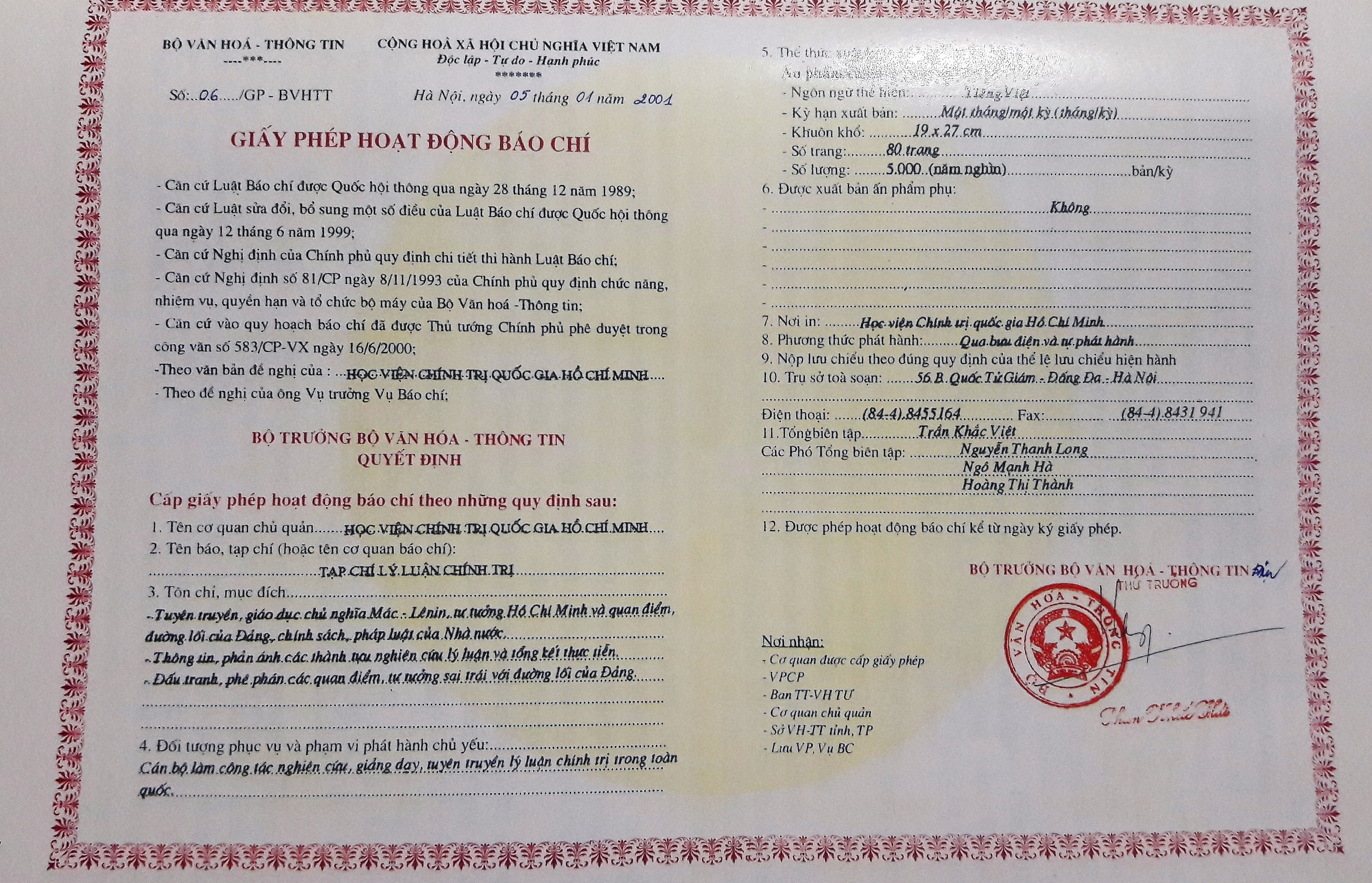
Giấy phép hoạt động báo chí của Tạp chí Lý luận chính trị

Tạp chí Lý luận chính trị có quá trình phát triển 48 năm (tính đến năm 2024) và có tiền thân là hai tạp chí Thông tin lý luận và Nghiên cứu lý luận . 
Tạp chí Thông tin lý luận được thành lập tháng 9-1976, thuộc Viện Nghiên cứu chủ nghĩa Mác - Lênin và tư tưởng Hồ Chí Minh, có chức năng: thông tin về mặt lý luận, những vấn đề, quan điểm, đường lối của Đảng Cộng sản Việt Nam và công nhân trên thế giới để phục vụ nghiên cứu, thuyết minh chính sách, đường lối của Đảng Cộng sản Việt Nam.
Tạp chí Nghiên cứu lý luận lúc đầu có tên là Nghiên cứu đến năm 1988 đổi tên thành Tạp chí Nghiên cứu lý luận, trực thuộc Trường Đảng Nguyễn Ái Quốc. 
Khi Học viện Nguyễn Ái Quốc và Viện Nghiên cứu chủ nghĩa Mác - Lênin và tư tưởng Hồ Chí Minh hợp nhất thành Học viện Chính trị quốc gia Hồ Chí Minh, hai tạp chí Nghiên cứu lý luận và Thông tin lý luận hợp nhất, lấy tên là Tạp chí Lý luận chính trị và ra số đầu tiên vào tháng 1-2001. Từ đó Tạp chí Lý luận chính trị trở thành cơ quan ngôn luận và nghiên cứu khoa học của Học viện Chính trị quốc gia Hồ Chí Minh, thực hiện những nhiệm vụ trong hoạt động nghiên cứu lý luận của các cơ quan của Đảng Cộng sản Việt Nam và Học viện Chính trị quốc gia Hồ Chí Minh.
Trong suốt hơn 45 năm trưởng thành và phát triển, Tạp chí Lý luận chính trị đã có những thay đổi mạnh mẽ về hình thức và nội dung. Từ những ấn phẩm ban đầu còn khiêm tốn về hình thức in ấn, trình bày, xuất bản 3 tháng hoặc 2 tháng một kỳ/một số, số lượng trang còn ít, Tạp chí Lý luận chính trị đã tiến tới xuất bản hàng tháng. Nhằm đáp ứng yêu cầu hội nhập quốc tế, Tạp chí Lý luận chính trị đã xây dựng thêm trang thông tin điện tử và phiên bản tiếng Anh, chính thức đi vào hoạt động từ ngày 24-2-2014. Từ ngày 01-10-2021, Tạp chí điện tử Lý luận chính trị chính thức ra đời và đi vào hoạt động theo Giấy phép số 628/GP-BTTTT ngày 24-9-2021 của Bộ Thông tin và truyền thông.

## Tôn chỉ, mục đích
Tạp chí Lý luận chính trị có tôn chỉ, mục đích là: giới thiệu các kết quả nghiên cứu khoa học tổng kết thực tiễn của Học viện, góp phần thông tin giáo dục chủ nghĩa Mác - Lênin, tư tưởng Hồ Chí Minh, quan điểm, đường lối của Đảng Cộng sản Việt Nam, chính sách pháp luật của Nhà nước Cộng hòa Xã hội chủ nghĩa Việt Nam; đấu tranh, phê phán các quan điểm tư tưởng sai trái với chủ trương, đường lối của Đảng Cộng sản Việt Nam và Nhà nước Cộng hòa Xã hội chủ nghĩa Việt Nam.

## Lãnh đạo hiện nay
Tổng Biên tập: Phó Giáo sư, Tiến sĩ Nguyễn Thắng Lợi.

## Tổng Biên tập qua các thời kỳ

###### Tạp chíThông tin lý luận
- 1976 - 1982: Nguyễn Quang Huy
- 1982 - 1987: Nguyễn Ngọc Tú
- 1987 - 1989: Nguyễn Thế Phấn
- 1989 - 1995: PGS, TS Trần Quốc Toản
- 1995 - 2000: TS Đỗ Trọng Bá

###### Tạp chíNghiên cứu lý luận
- 1977 - 1983: GS Lê Minh Khoa
- 1983 - 1987: PGS Vũ Hữu Ngoạn
- 1990 - 1997: GS, TS Trần Hữu Tiến
- 1998 - 2000: PGS, TS Trần Khắc Việt

###### Tạp chíLý luận chính trị
- 2001 - 2005: PGS, TS Trần Khắc Việt
- 2005 - 2010: PGS, TS Nguyễn Viết Thảo
- 2010 - 2020: PGS, TS Vũ Hoàng Công
- 2020- nay: PGS, TS Nguyễn Thắng Lợi

## Thành tích
- Về tập thể: 3 Huân chương Lao động hạng Ba (1990, 1998, 2006) và 1 Huân chương Lao động hạng Nhì (2011)
- Về cá nhân: 1 Huân chương Lao động hạng Nhất, 2 Huân chương Lao động hạng Nhì và 1 Huân chương Lao động hạng Ba